# Canadian Medical Association Journal
La CMAJ (Canadian Medical Association Journal) es una revista médica general revisada por pares que publica investigaciones, comentarios, análisis y reseñas originales, actualizaciones de la práctica clínica y editoriales que invitan a la reflexión. CMAJ ha tenido un impacto sustancial en la atención médica y la práctica de la medicina en Canadá y en todo el mundo. Su editora jefe es la Dra. Kirsten Patrick y su factor de impacto para 2022 fue 17,4.
La entidad editora de la revista es la Canadian Medical Association.
Entre 2013 y 2023 fue publicada también en abierto con el título de CMAJ Open.

## Métricas de revista
2024
- Web of Science Group : 8.262
- Índice h de Google Scholar: 193
- Scopus: 2.489